# بخش جنوب غربی دهلی
بخش جنوب غربی دهلی (به انگلیسی: South West Delhi) یک بخش در هند است که در دهلی واقع شده‌است. بخش جنوب غربی دهلی ۲٬۲۹۲٬۳۶۳ نفر جمعیت دارد.